# Piper subsessilifolium
Piper subsessilifolium är en pepparväxtart som beskrevs av C Dc. och Th Dur. & Pitt.. Piper subsessilifolium ingår i släktet Piper och familjen pepparväxter. Inga underarter finns listade i Catalogue of Life.